# 巴利阿里群岛议会
巴利阿里群岛议会是西班牙巴利阿里群岛自治区的立法机关，成立于1977年7月30日，设于帕尔马。议会实行一院制。议会有59名议员，由直接选举产生。每届议会任期4年。现任议会主席是	Gabriel Le Senne。